# 1849 (jeu vidéo)
Pour l'année, voir 1849.
1849 est un jeu vidéo de type city-builder développé et édité par SomaSim, sorti en 2014 sur Windows, Mac et iOS.

## Accueil
- Canard PC : 3/10[1]
- Gamezebo : 3/5[2]
- Pocket Gamer : 6/10[3]